# Floridsdorfi Mozdonygyár
A Floridsdorfi Mozdonygyár, németül Lokomotivfabrik Floridsdorf, rövidítve Flor, WLF (Wiener Lokomotivfabrik Floridsdorf), vagy LOFAG (Lokomotivfabrik Floridsdorf AG) az 1869. szeptember 6-án az Osztrák–Magyar Monarchia harmadik mozdonygyáraként (az ÁVT mozdonygyára és a Bécsújhelyi Mozdonygyár után) alapított egykori üzem. Fennállása alatt típusainak sokszínűsége és minősége miatt Európa vezető mozdonygyárai között tartották számon.

## Története
Az üzem telephelye a Bécs melletti (azóta Bécs egyik kerületévé vált) Floridsdorfban, az Österreichische Nordbahn és az Österreichische Nordwestbahn vonalai közötti területen volt. Az ÁVT korábbi műszaki igazgatója, Bernhard Demmer tervezte nagyméretű üzemet 1870–71-ben hozták létre. A termelési és igazgatási épületeken kívül hét lakóházat is építettek, összesen 117 lakással.
A vezetőség már a gyár építése során rendelések megszerzésén fáradozott, ennek köszönhetően az első mozdonyt, a „HUMBOLDT”-ot már 1871. június 10-én átadhatták az Österreichische Nordwestbahn részére.
1881-ben tervezték, és építették az első fogaskerekű mozdonyokat, a megrendelő egy magyar vasmű vasútüzeme volt. Ez a mozdony 790 mm-es keskeny nyomtávval készült. A Monarchia egyetlen Abt-rendszerű fogaskerekű mozdony-licenc tulajdonosaként az Erzbergbahn és a bosznia-hercegovinai vasút 750 mm nyomtávú mozdonyait is a Floridsdorfi Mozdonygyár készítette.
Miután a katonai „Eisenbahnbureau des Generalstabs” a vasútvonalak villamosításához hozzájárult, 1911-től vonali villamosmozdonyokat is gyártottak.
A kereslet az általános gazdasági helyzet következtében csökkent, így az 1873-as bécsi tőzsdekrach után csak hét mozdonyt tudtak eladni. Ennek megfelelően változott az üzem létszáma is. Rosszabb években kevesebb mint 1000, jobb időkben mintegy 1500 főt foglalkoztattak. A második világháború során kb. 8000 ember dolgozott az üzemben.
Mivel az első világháború után számos megrendelőt elveszítettek, így az üzletpolitikájuk változtatására is kényszerültek: az Osztrák Szövetségi Vasutak számára mozdonyok nagyjavítását is elvállalták, míg 1922-től úthengerek, 1926-tól pedig stabil kazánok gyártásába kezdtek, amit különféle ipari berendezések készítésével egészítettek ki.
1924–25-ben a Lengyel Államvasutak részére egykori orosz tehervonati mozdonyokat építettek át normál nyomtávolságra, főjavításukkal egybekötve.
A négy osztrák mozdonygyár (az ÁVT mozdonygyára Bécsben, Krauss & Co Linzben, Bécsújhelyi Mozdonygyár és a Floridsdorfi Mozdonygyár) közül csak a floridsdorfi élte túl a két világháború közötti időszakot.
A második világháború során az üzemet súlyos légitámadások érték, de a termelés végig folytatódott. Főleg a Német Birodalmi Vasút 52 sorozatú mozdonyát gyártották, melyből Németország számára több mint 1172, Romániának pedig 20 db készült, ami ezt a sorozatot gyártó üzemek közül a legnagyobb darabszám. Ezután átálltak a 42 sorozatú mozdonyok készítésére; 1944. június 13-án adták át a 42,2301 pályaszámú mozdonyt. A háború alatt készült 2115 mozdony közül az utolsó 42,2580 pályaszámmal 1945. március 9-én hagyta el a gyárat.
1945. április közepén, a bécsi harci cselekmények befejeztével a gyár nagy részét leszerelték, és jóvátételként a Szovjetunióba szállították. A gépek mellett nyersanyagot is elszállítottak, egyes adatok szerint 800 kocsirakománnyit. Ennek ellenére október végén egy 42 sorozatú gőzmozdony „személyében” az első, a háború után készült mozdony hagyta el a gyárat. Új mozdonyok gyártása mellett a szomszédos Floridsorfi Főműhely elpusztulása miatt az ÖStB mozdonyainak fővizsgálatát is az üzemben végezték.
A szovjet Vörös Hadsereg 1946-ban a Floridsdorfi Mozdonygyárat az USzIA (Upravlenyije Szovjetszkim Imuscseszstvom v Ausztriji – az Ausztriai Szovjet Javak Igazgatósága) irányítása alá rendelték. Egyidejűleg az üzemnek az 1946. július 26-i államosítási törvény értelmében az Osztrák Köztársaság tulajdonába kellett volna kerülnie. Ennek a törvénynek azonban a szovjetek által megszállt területeken csak az osztrák államszerződés tárgyalásainak 1955-ös lezárása után kerülhetett sor. Ez a késlekedés, illetve a szovjet övezetbe való tartozás vezetett a gyár hanyatlásához, majd vesztéhez.
Az USzIA-időkben csak kevés mozdonyt, ehelyett többek között központi fűtési kazánokat, csörlőket és futóműveket gyártottak vasúti forgódarukhoz. Csak 1953-tól tértek vissza újra a mozdonygyártáshoz. India számára először 99 db tartalékkazánt, majd 1958-ig 140 mozdonyt készítettek.
1955. augusztus 13-án a Floridsdorfi Mozdonygyárat osztrák igazgatás alá helyezték, és ezzel ténylegesen is államosították az üzemet.
1955-től főleg dízelmozdonyokat gyártottak bel- és külföldre, többek között Csehszlovákiába. Ezzel egy időben egyre kevesebb jármű készült, mivel forgóvázakat gyártottak a Henschelnek és a simmeringi Simmering-Graz-Pauker-üzemnek. 158 forgóváz készült az egyiptomi Kairo–Helwan-gyorsvasút villamos motorkocsijai számára.
1958. február 14-én a Floridsdorfi Mozdonygyárat beolvasztották a Simmering-Graz-Pauker AG.-ba, így megszűnt önálló üzemnek lenni.
Ugyan még egy utolsó nagy megrendelésként 50 db dízelmozdonyt szállíthatott a Bolgár Államvasutak részére, de szép lassan kiürültek a megrendelési könyvek.
1969. szeptember 19-én az Osztrák Szövetségi Vasutak 1042.540 pályaszámú villamos mozdonya a Floridsdorfi Mozdonygyár 6043., a legutolsó járműve volt, amely a gyárat elhagyta.
Mára az üzem helyén különböző kisebb gyárak, egy barkácsáruház és a Shopping City Nord bútoráruháza áll. Az üzem utolsó emléke egy, az üzemnek a nemzetiszocializmus áldozatául esett dolgozóira emlékeztő obeliszk. Az 1980-as években az épületek lebontása előtt felmerült, hogy a még részben jó állapotú üzemcsarnokokban egy osztrák közlekedési múzeumot rendezzenek be.

## Nevezetes munkatársak
- Adolph Giesl-Gieslingen: tevékenysége a Floridsdorfi Mozdonygyárban egy hosszabb USA-beli tartózkodás miatt egy ideig szünetelt. 1938-ban visszatért és a második világháború után a gyár főkonstruktőre lett.
- Franz Jonas: végzett nyomdászként 1938-tól elszámolási hivatalnokként dolgozott a gyárban. 1951. június 22-től Bécs főpolgármestere és tartományi vezetője, majd 1965. június 1-jétől 1974. április 24-én bekövetkezett haláláig Ausztria köztársasági elnöke volt.